# SAE Institute
Il SAE Institute (SAE, precedentemente noto anche come School of Audio Engineering e SAE Technology College) è un college privato fondato a Sydney nel 1976 da Tom Misner.

## Storia
L'istituto fu fondato da Tom Misner nel 1976 a Sydney ed in seguito furono istituiti i campus di Adelaide, Brisbane, Melbourne e Perth. Verso la metà degli anni ottanta, aprirono i campus di Auckland, Berlino, Francoforte sul Meno, Glasgow, Londra, Monaco di Baviera e Vienna; mentre, negli anni novanta, l'istituto inaugurò le sedi di Amburgo, Amsterdam, Colonia, Hobart, Kuala Lumpur, Milano, Parigi, Singapore, Stoccolma, Zurigo.
Sul finire degli anni novanta, il college diede origine alla SAE Entertainment Company e organizzò alcuni corsi di laurea negli Stati Uniti con la cooperazione dell'Università del Middlesex e della Southern Cross University. Dal 1999, l'istituto inizio l'apertura di proprie strutture negli Stati Uniti nelle città di Atlanta, Chicago, Los Angeles, Miami, Nashville e San Francisco; mentre l'anno seguente, fu la volta di Amman, Arabia Saudita, Bangkok, Barcellona, Bogotà, Bruxelles, Città del Capo, Colombia, Dubai, Egitto, Giacarta, India, Istanbul, Lipsia, Liverpool, Madrid, Messico, Moskhato, Qatar, Romania e Serbia.
Nel 2010, l'Istituto fu venduto alla società di servizi educativi Navitas.